# 天津宝成博物苑
天津宝成博物苑前身为宝成奇石园，建于1997年，坐落于天津津南区，是中国国家4A级旅游景区。作为国家文化局首家特批的一座私人博物苑，苑内由奇石园、植物园、华宝寺、民俗博物馆、博物苑等景点组成。是天津市科普教育基地和爱国主义教育基地。